# 찰리 몬토요
찰리 몬토요(Charlie Montoyo, 1965년 10월 17일 ~)는 푸에르토리코의 야구 지도자, 전 야구 선수다. 루이지애나 공과대학교를 졸업했으며, 현재 메이저리그 토론토 블루제이스의 감독을 맡고 있다.

## 같이 보기
- 2021년 토론토 블루제이스 시즌